# Trigonometria

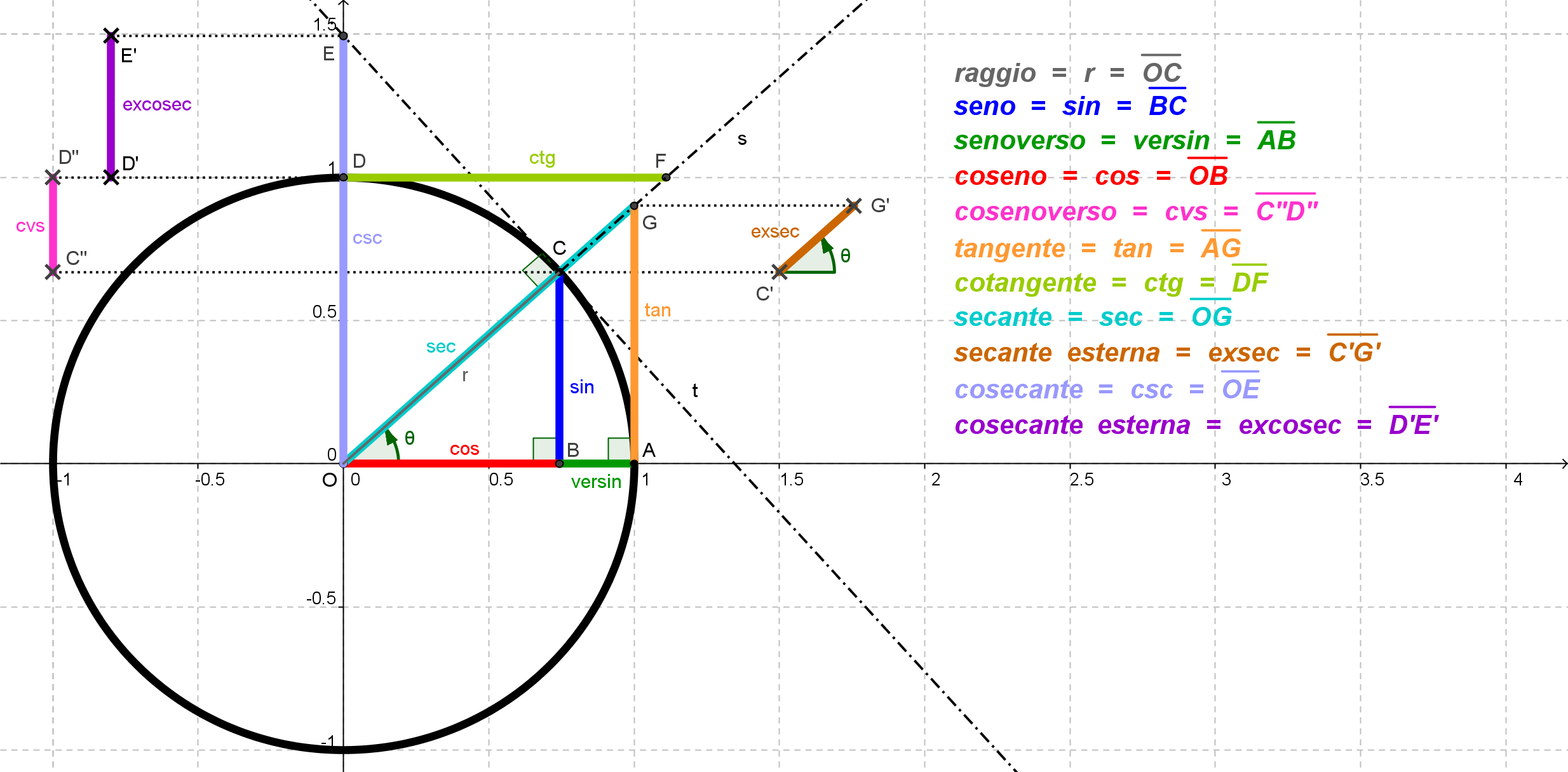
Funzioni trigonometriche rappresentate graficamente

La trigonometria, dal greco antico τρίγωνον?, trígonon ("triangolo") e μέτρον, métron ("misura"), quindi 'risoluzione del triangolo', è la parte della matematica che studia i triangoli a partire dai loro angoli. Il compito principale della trigonometria, così come rivela l'etimologia del nome, consiste nel calcolare le misure che caratterizzano gli elementi di un triangolo (lati, angoli, mediane ecc.) partendo da altre misure già note (almeno tre, di cui almeno una lunghezza), per mezzo di speciali funzioni.
Tale compito è indicato come risoluzione del triangolo. È anche possibile servirsi di calcoli trigonometrici nella risoluzione di problemi correlati a figure geometriche più complesse, come poligoni o figure geometriche solide, ed in molti altri rami della matematica.
Le funzioni trigonometriche (le più importanti delle quali sono il seno e il coseno), introdotte in questo ambito, vengono anche usate in maniera indipendente dalla geometria, comparendo anche in altri campi della matematica e delle sue applicazioni, ad esempio in connessione con la funzione esponenziale o con le operazioni vettoriali.

## Le origini
Per molti secoli, la trigonometria dovette i suoi progressi quasi esclusivamente all'opera di grandi astronomi e geografi. Infatti, la fondazione di questa scienza si deve a Ipparco di Nicea e a Claudio Tolomeo, entrambi più astronomi e geografi che matematici.
Contributi notevoli furono apportati a questa scienza dagli arabi, dal francese Levi ben Gershon e, successivamente, da Niccolò Copernico e Tycho Brahe, intenti a descrivere e a prevedere con sempre maggior precisione i fenomeni celesti, anche per un più esatto e comodo calcolo di longitudini e latitudini.

## Funzioni trigonometriche
Strumento indispensabile della trigonometria sono le funzioni trigonometriche. Sono queste funzioni che associano lunghezze ad angoli, e viceversa.
Le tabelle in questa sezione mostrano le funzioni trigonometriche insieme alle loro principali proprietà; per ulteriori caratteristiche, consultare la voce relativa alla particolare funzione.

### Funzioni trigonometriche dirette
Sono dette funzioni trigonometriche dirette quelle che ad un angolo, solitamente espresso in radianti, associano una lunghezza o un rapporto fra lunghezze. A causa dell'equivalenza circolare degli angoli, tutte le funzioni trigonometriche dirette sono anche funzioni periodiche con periodo {\displaystyle \pi } o {\displaystyle 2\pi }.
| Funzioni trigonometriche dirette | Funzioni trigonometriche dirette | Funzioni trigonometriche dirette                                                      | Funzioni trigonometriche dirette                                       | Funzioni trigonometriche dirette                   | Funzioni trigonometriche dirette | Funzioni trigonometriche dirette |
| Funzione                         | Notazione                        | Dominio                                                                               | Immagine                                                               | Radici                                             | Periodo                          | Funzione inversa                 |
| -------------------------------- | -------------------------------- | ------------------------------------------------------------------------------------- | ---------------------------------------------------------------------- | -------------------------------------------------- | -------------------------------- | -------------------------------- |
| seno                             | sen, sin                         | {\displaystyle \mathbb {R} }                                                          | {\displaystyle \left[-1,1\right]}                                      | {\displaystyle \mathbb {Z} \pi }                   | {\displaystyle 2\pi }            | arcoseno                         |
| coseno                           | cos                              | {\displaystyle \mathbb {R} }                                                          | {\displaystyle \left[-1,1\right]}                                      | {\displaystyle {\frac {\pi }{2}}+\mathbb {Z} \pi } | {\displaystyle 2\pi }            | arcocoseno                       |
| tangente                         | tan, tg                          | {\displaystyle \mathbb {R} \setminus \left({\frac {\pi }{2}}+\mathbb {Z} \pi \right)} | {\displaystyle \mathbb {R} }                                           | {\displaystyle \mathbb {Z} \pi }                   | {\displaystyle \pi }             | arcotangente                     |
| cotangente                       | cot, cotg, ctg                   | {\displaystyle \mathbb {R} \setminus \mathbb {Z} \pi }                                | {\displaystyle \mathbb {R} }                                           | {\displaystyle {\frac {\pi }{2}}+\mathbb {Z} \pi } | {\displaystyle \pi }             | arcocotangente                   |
| secante                          | sec                              | {\displaystyle \mathbb {R} \setminus \left({\frac {\pi }{2}}+\mathbb {Z} \pi \right)} | {\displaystyle \left(-\infty ,{-1}\right]\cup \left[1,+\infty \right)} | nessuna                                            | {\displaystyle 2\pi }            | arcosecante                      |
| cosecante                        | csc, cosec                       | {\displaystyle \mathbb {R} \setminus \mathbb {Z} \pi }                                | {\displaystyle \left(-\infty ,{-1}\right]\cup \left[1,+\infty \right)} | nessuna                                            | {\displaystyle 2\pi }            | arcocosecante                    |

### Funzioni trigonometriche inverse
Ad ogni funzione trigonometrica diretta è associata una funzione inversa. Il dominio di ciascuna funzione trigonometrica inversa corrisponde, com'è prevedibile, al codominio della rispettiva funzione diretta. Poiché le funzioni dirette sono, tuttavia, periodiche, e perciò non iniettive, per poterle invertire è necessario restringerne il dominio rendendole biiettive. La scelta della restrizione è teoricamente irrilevante e le possibilità sono infinite. La convenzione (rigida, in questo campo) vuole però che i domini vengano ristretti agli intervalli {\displaystyle \left[-{\frac {\pi }{2}},{\frac {\pi }{2}}\right]} oppure {\displaystyle \left[0,\pi \right]}, in cui le funzioni — e dunque anche le loro inverse — siano monotone. Anche le funzioni arcosecante ed arcocosecante vengono definite dall'inversione delle funzioni dirette ristrette ad uno di tali intervalli.
| Funzioni trigonometriche inverse | Funzioni trigonometriche inverse | Funzioni trigonometriche inverse                                     | Funzioni trigonometriche inverse                                  | Funzioni trigonometriche inverse | Funzioni trigonometriche inverse                                        | Funzioni trigonometriche inverse |
| Funzione                         | Notazione | Dominio                                                              | Codominio                                                         | Radici                           | Andamento                                                               | Funzione inversa                 |
| -------------------------------- | --- | -------------------------------------------------------------------- | ----------------------------------------------------------------- | -------------------------------- | ----------------------------------------------------------------------- | -------------------------------- |
| arcoseno                         | {\displaystyle \operatorname {arcsen} }, {\displaystyle \arcsin }, {\displaystyle \operatorname {asin} }, {\displaystyle \operatorname {sen} ^{-1}} | {\displaystyle \left[-1,1\right]}                                    | {\displaystyle \left[-{\frac {\pi }{2}},{\frac {\pi }{2}}\right]} | 0                                | {\displaystyle \nearrow }                                               | seno                             |
| arcocoseno                       | {\displaystyle \arccos }, {\displaystyle \operatorname {acos} }, {\displaystyle \cos ^{-1}}                                                         | {\displaystyle \left[-1,1\right]}                                    | {\displaystyle \left[0,\pi \right]}                               | 1                                | {\displaystyle \searrow }                                               | coseno                           |
| arcotangente                     | {\displaystyle \arctan }, {\displaystyle \operatorname {arctg} }, {\displaystyle \operatorname {atan} }, {\displaystyle \tan ^{-1}}                 | {\displaystyle \mathbb {R} }                                         | {\displaystyle \left(-{\frac {\pi }{2}},{\frac {\pi }{2}}\right)} | 0                                | {\displaystyle \nearrow }                                               | tangente                         |
| arcocotangente                   | arccot, arccotg, arcctg, acot, cot−1 | {\displaystyle \mathbb {R} }                                         | {\displaystyle \left(0,\pi \right)}                               | {\displaystyle +\infty }         | {\displaystyle \searrow }                                               | cotangente                       |
| arcosecante                      | arcsec, asec, sec−1 | {\displaystyle \left(-\infty ,-1\right]\cup \left[1,+\infty \right)} | {\displaystyle \left[0,\pi \right]}                               | 1                                | crescente, con una discontinuità in {\displaystyle \left[-1,1\right]}   | secante                          |
| arcocosecante                    | arccsc, arccosec, acsc, csc−1 | {\displaystyle \left(-\infty ,-1\right]\cup \left[1,+\infty \right)} | {\displaystyle \left[-{\frac {\pi }{2}},{\frac {\pi }{2}}\right]} | {\displaystyle \pm \infty }      | decrescente, con una discontinuità in {\displaystyle \left[-1,1\right]} | cosecante                        |

### Angoli notevoli
Nella tabella che segue sono indicati i valori delle funzioni goniometriche seno, coseno, tangente e cotangente degli angoli notevoli compresi tra 0° e 90°:
| Angolo α in gradi | Angolo α in radianti                | sin(α)                                               | cos(α)                                               | tan(α)                                              | cot(α)                                              |
| ----------------- | ----------------------------------- | ---------------------------------------------------- | ---------------------------------------------------- | --------------------------------------------------- | --------------------------------------------------- |
| 0°                | 0                                   | 0                                                    | 1                                                    | 0                                                   | {\displaystyle \nexists }                           |
| 15°               | {\displaystyle {\frac {\pi }{12}}}  | {\displaystyle {\frac {{\sqrt {6}}-{\sqrt {2}}}{4}}} | {\displaystyle {\frac {{\sqrt {6}}+{\sqrt {2}}}{4}}} | {\displaystyle 2-{\sqrt {3}}}                       | {\displaystyle 2+{\sqrt {3}}}                       |
| 18°               | {\displaystyle {\frac {\pi }{10}}}  | {\displaystyle {\frac {{\sqrt {5}}-1}{4}}}           | {\displaystyle {\frac {\sqrt {10+2{\sqrt {5}}}}{4}}} | {\displaystyle {\sqrt {\frac {5-2{\sqrt {5}}}{5}}}} | {\displaystyle {\sqrt {5+2{\sqrt {5}}}}}            |
| 22° 30'           | {\displaystyle {\frac {\pi }{8}}}   | {\displaystyle {\frac {\sqrt {2-{\sqrt {2}}}}{2}}}   | {\displaystyle {\frac {\sqrt {2+{\sqrt {2}}}}{2}}}   | {\displaystyle {\sqrt {2}}-1}                       | {\displaystyle {\sqrt {2}}+1}                       |
| 30°               | {\displaystyle {\frac {\pi }{6}}}   | {\displaystyle {\frac {1}{2}}}                       | {\displaystyle {\frac {\sqrt {3}}{2}}}               | {\displaystyle {\frac {\sqrt {3}}{3}}}              | {\displaystyle {\sqrt {3}}}                         |
| 36°               | {\displaystyle {\frac {\pi }{5}}}   | {\displaystyle {\frac {\sqrt {10-2{\sqrt {5}}}}{4}}} | {\displaystyle {\frac {{\sqrt {5}}+1}{4}}}           | {\displaystyle {\sqrt {5-2{\sqrt {5}}}}}            | {\displaystyle {\sqrt {\frac {5+2{\sqrt {5}}}{5}}}} |
| 45°               | {\displaystyle {\frac {\pi }{4}}}   | {\displaystyle {\frac {\sqrt {2}}{2}}}               | {\displaystyle {\frac {\sqrt {2}}{2}}}               | 1                                                   | 1                                                   |
| 54°               | {\displaystyle {\frac {3}{10}}\pi } | {\displaystyle {\frac {{\sqrt {5}}+1}{4}}}           | {\displaystyle {\frac {\sqrt {10-2{\sqrt {5}}}}{4}}} | {\displaystyle {\sqrt {\frac {5+2{\sqrt {5}}}{5}}}} | {\displaystyle {\sqrt {5-2{\sqrt {5}}}}}            |
| 60°               | {\displaystyle {\frac {\pi }{3}}}   | {\displaystyle {\frac {\sqrt {3}}{2}}}               | {\displaystyle {\frac {1}{2}}}                       | {\displaystyle {\sqrt {3}}}                         | {\displaystyle {\frac {\sqrt {3}}{3}}}              |
| 67° 30'           | {\displaystyle {\frac {3}{8}}\pi }  | {\displaystyle {\frac {\sqrt {2+{\sqrt {2}}}}{2}}}   | {\displaystyle {\frac {\sqrt {2-{\sqrt {2}}}}{2}}}   | {\displaystyle {\sqrt {2}}+1}                       | {\displaystyle {\sqrt {2}}-1}                       |
| 72°               | {\displaystyle {\frac {2}{5}}\pi }  | {\displaystyle {\frac {\sqrt {10+2{\sqrt {5}}}}{4}}} | {\displaystyle {\frac {{\sqrt {5}}-1}{4}}}           | {\displaystyle {\sqrt {5+2{\sqrt {5}}}}}            | {\displaystyle {\sqrt {\frac {5-2{\sqrt {5}}}{5}}}} |
| 75°               | {\displaystyle {\frac {5}{12}}\pi } | {\displaystyle {\frac {{\sqrt {6}}+{\sqrt {2}}}{4}}} | {\displaystyle {\frac {{\sqrt {6}}-{\sqrt {2}}}{4}}} | {\displaystyle 2+{\sqrt {3}}}                       | {\displaystyle 2-{\sqrt {3}}}                       |
| 90°               | {\displaystyle {\frac {\pi }{2}}}   | 1                                                    | 0                                                    | {\displaystyle \nexists }                           | 0                                                   |

## Relazioni fondamentali della goniometria

### Prima relazione fondamentale
{\displaystyle \cos ^{2}\alpha +\sin ^{2}\alpha =1.}
Da questa si ricavano
{\displaystyle \cos \alpha =\pm {\sqrt {1-\sin ^{2}\alpha }},}
{\displaystyle \sin \alpha =\pm {\sqrt {1-\cos ^{2}\alpha }}.}
Ricordare di valutare la posizione di {\displaystyle \alpha } per la scelta opportuna dei segni.

### Seconda relazione fondamentale
{\displaystyle \tan \alpha ={\frac {\sin \alpha }{\cos \alpha }},}
che vale solo per {\displaystyle \alpha \neq {\frac {\pi }{2}}+k\pi } con {\displaystyle k\in \mathbb {Z} }.
Dalla definizione di {\displaystyle \tan \alpha } e dalla prima relazione fondamentale si ricava che
{\displaystyle \cos ^{2}\alpha ={\frac {1}{1+\tan ^{2}\alpha }},}
che vale solo per {\displaystyle \alpha \neq {\frac {\pi }{2}}+k\pi } con {\displaystyle k\in \mathbb {Z} }.
Da questa si ricava
{\displaystyle \cos \alpha =\pm {\frac {1}{\sqrt {1+\tan ^{2}\alpha }}}.}
Ricordare di valutare la posizione di {\displaystyle \alpha } per la scelta opportuna dei segni.

### Terza relazione fondamentale
{\displaystyle \cot \alpha ={\frac {\cos \alpha }{\sin \alpha }},}
che vale solo per {\displaystyle \alpha \neq k\pi } con {\displaystyle k\in \mathbb {Z} }.

### Quarta relazione fondamentale
{\displaystyle \sec \alpha ={\frac {1}{\cos \alpha }},}
che vale solo per {\displaystyle \alpha \neq {\frac {\pi }{2}}+k\pi } con {\displaystyle k\in \mathbb {Z} }.

### Quinta relazione fondamentale
{\displaystyle \csc \alpha ={\frac {1}{\sin \alpha }},}
che vale solo per {\displaystyle \alpha \neq k\pi } con {\displaystyle k\in \mathbb {Z} }.

## Formule degli angoli associati
Nella circonferenza goniometrica chiamiamo angoli associati gli angoli {\displaystyle \alpha }, {\displaystyle \pi -\alpha }, {\displaystyle \pi +\alpha } e {\displaystyle 2\pi -\alpha }. Tali angoli hanno in valore assoluto stesso seno e stesso coseno.

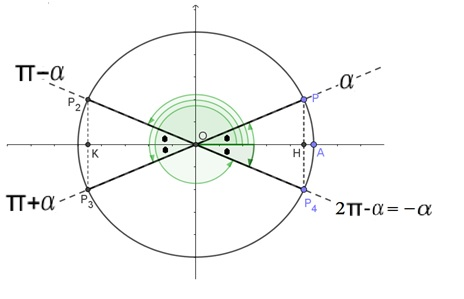
Gli angoli associati (archi verdi) nella circonferenza goniometrica hanno, in valore assoluto, le stesse funzioni goniometriche. Ciò è dovuto al fatto che i quattro triangoli rettangoli che si formano sono congruenti.

### Formule degli angoli associati del secondo quadrante
{\displaystyle \cos(\pi -\alpha )=-\cos \alpha ;}
{\displaystyle \sin(\pi -\alpha )=\sin \alpha ;}
{\displaystyle \tan(\pi -\alpha )=-\tan \alpha .}

### Formule degli angoli associati del terzo quadrante
{\displaystyle \cos(\pi +\alpha )=-\cos \alpha ;}
{\displaystyle \sin(\pi +\alpha )=-\sin \alpha ;}
{\displaystyle \tan(\pi +\alpha )=\tan \alpha .}

### Formule degli angoli associati al quarto quadrante
{\displaystyle \cos(2\pi -\alpha )=\cos \alpha ;}
{\displaystyle \sin(2\pi -\alpha )=-\sin \alpha ;}
{\displaystyle \tan(2\pi -\alpha )=-\tan \alpha .}

### Formule degli angoli opposti
{\displaystyle \cos(-\alpha )=\cos \alpha ;}
{\displaystyle \sin(-\alpha )=-\sin \alpha ;}
{\displaystyle \tan(-\alpha )=-\tan \alpha .}
Si dice che {\displaystyle \cos \alpha } è una funzione pari, mentre {\displaystyle \sin \alpha } e {\displaystyle \tan \alpha } sono dispari.

### Formule degli angoli complementari (la loro somma è un angolo retto)
{\displaystyle \cos \left({\frac {\pi }{2}}-\alpha \right)=\sin \alpha ;}
{\displaystyle \sin \left({\frac {\pi }{2}}-\alpha \right)=\cos \alpha ;}
{\displaystyle \tan \left({\frac {\pi }{2}}-\alpha \right)=\cot \alpha .}

### Formule degli angoli che differiscono di un angolo retto
{\displaystyle \cos \left({\frac {\pi }{2}}+\alpha \right)=-\sin \alpha ;}
{\displaystyle \sin \left({\frac {\pi }{2}}+\alpha \right)=\cos \alpha ;}
{\displaystyle \tan \left({\frac {\pi }{2}}+\alpha \right)=-\cot \alpha .}

## Formule goniometriche
In trigonometria, le formule di addizione e sottrazione permettono di trasformare le funzioni trigonometriche della somma o differenza di due angoli in un'espressione composta da funzioni trigonometriche dei due angoli.

### Formule di addizione
- {\displaystyle \sin(\alpha +\beta )=\sin \alpha \cos \beta +\cos \alpha \sin \beta ;}
- {\displaystyle \cos(\alpha +\beta )=\cos \alpha \cos \beta -\sin \alpha \sin \beta ;}
- {\displaystyle \tan(\alpha +\beta )={\frac {\tan \alpha +\tan \beta }{1-\tan \alpha \tan \beta }};}
- {\displaystyle \cot(\alpha +\beta )={\frac {\cot \alpha \cot \beta -1}{\cot \alpha +\cot \beta }}.}

La formula della tangente vale per {\displaystyle \alpha ,\beta ,\alpha +\beta \neq {\frac {\pi }{2}}+k\pi } con {\displaystyle k\in \mathbb {Z} .}
La formula della cotangente vale per {\displaystyle \alpha ,\beta ,\alpha +\beta \neq k\pi } con {\displaystyle k\in \mathbb {Z} .}

### Formule di sottrazione
- {\displaystyle \sin(\alpha -\beta )=\sin \alpha \cos \beta -\cos \alpha \,\sin \beta ;}
- {\displaystyle \cos(\alpha -\beta )=\cos \alpha \cos \beta +\sin \alpha \sin \beta ;}
- {\displaystyle \tan(\alpha -\beta )={\frac {\tan \alpha -\tan \beta }{1+\tan \alpha \tan \beta }};}
- {\displaystyle \cot(\alpha -\beta )={\frac {\cot \alpha \cot \beta +1}{\cot \beta -\cot \alpha }}.}

La formula della tangente vale per {\displaystyle \alpha ,\beta ,\alpha -\beta \neq {\frac {\pi }{2}}+k\pi } con {\displaystyle k\in \mathbb {Z} .}
La formula della cotangente vale per {\displaystyle \alpha ,\beta ,\alpha -\beta \neq k\pi } con {\displaystyle k\in \mathbb {Z} .}

### Formule di duplicazione
- {\displaystyle \sin(2\alpha )=2\sin \alpha \cos \alpha ;}
- {\displaystyle \cos(2\alpha )=\cos ^{2}\alpha -\sin ^{2}\alpha =1-2\sin ^{2}\alpha =2\cos ^{2}\alpha -1;}
- {\displaystyle \tan(2\alpha )={\frac {2\tan \alpha }{1-\tan ^{2}\alpha }}.}

L'ultima formula vale per {\displaystyle \alpha \neq {\frac {\pi }{2}}+k\pi } e {\displaystyle \alpha \neq \pm {\frac {\pi }{4}}+k\pi } con {\displaystyle k\in \mathbb {Z} .}

### Formule di linearità
- {\displaystyle \cos ^{2}\alpha ={\frac {1+\cos(2\alpha )}{2}};}
- {\displaystyle \sin ^{2}\alpha ={\frac {1-\cos(2\alpha )}{2}};}
- {\displaystyle \tan ^{2}\alpha ={\frac {\sin ^{2}\alpha }{\cos ^{2}\alpha }}={\frac {1-\cos(2\alpha )}{1+\cos(2\alpha )}}.}

L'ultima formula vale per {\displaystyle \alpha \neq {\frac {\pi }{2}}+k\pi } con {\displaystyle k\in \mathbb {Z} .}

### Formule di bisezione
Attenzione: è necessario valutare in quale quadrante cade {\displaystyle {\frac {\alpha }{2}}} per poter scegliere i segni opportuni delle seguenti formule:
- {\displaystyle \cos \left({\frac {\alpha }{2}}\right)=\pm {\sqrt {\frac {1+\cos \alpha }{2}}};}
- {\displaystyle \sin \left({\frac {\alpha }{2}}\right)=\pm {\sqrt {\frac {1-\cos \alpha }{2}}};}
- {\displaystyle \tan \left({\frac {\alpha }{2}}\right)=\pm {\sqrt {\frac {1-\cos \alpha }{1+\cos \alpha }}}.}

L'ultima formula vale per {\displaystyle \alpha \neq \pi +2k\pi }.

### Formule parametriche
- {\displaystyle \cos \alpha ={\frac {1-t^{2}}{1+t^{2}}},}
- {\displaystyle \sin \alpha ={\frac {2t}{1+t^{2}}},}
- {\displaystyle \tan \alpha ={\frac {2t}{1-t^{2}}},}

dove {\displaystyle t=\tan \left({\frac {\alpha }{2}}\right)} con {\displaystyle \alpha \neq \pi +2k\pi }.

### Formule di prostaferesi
- {\displaystyle \sin p+\sin q=2\sin \left({\frac {p+q}{2}}\right)\cos \left({\frac {p-q}{2}}\right);}
- {\displaystyle \sin p-\sin q=2\cos \left({\frac {p+q}{2}}\right)\sin \left({\frac {p-q}{2}}\right);}
- {\displaystyle \cos p+\cos q=2\cos \left({\frac {p+q}{2}}\right)\cos \left({\frac {p-q}{2}}\right);}
- {\displaystyle \cos p-\cos q=-2\sin \left({\frac {p+q}{2}}\right)\sin \left({\frac {p-q}{2}}\right).}

Le formule di prostaferesi trasformano somme di funzioni goniometriche in prodotti.

### Formule di Werner (inverse delle formule di prostaferesi)
- {\displaystyle \sin \alpha \cos \beta ={\frac {1}{2}}\left[\sin(\alpha +\beta )+\sin(\alpha -\beta )\right];}
- {\displaystyle \cos \alpha \cos \beta ={\frac {1}{2}}\left[\cos(\alpha +\beta )+\cos(\alpha -\beta )\right];}
- {\displaystyle \sin \alpha \sin \beta =-{\frac {1}{2}}\left[\cos(\alpha +\beta )-\cos(\alpha -\beta )\right].}

Le formule di Werner trasformano prodotti di funzioni goniometriche in somme.

### Formule dell'angolo aggiunto
- {\displaystyle a\sin x+b\cos x={\sqrt {a^{2}+b^{2}}}\sin(x+\phi ),}

dove l'angolo {\displaystyle \phi } è un qualunque angolo che soddisfa
{\displaystyle {\begin{cases}\cos \phi ={\frac {a}{\sqrt {a^{2}+b^{2}}}}\\\sin \phi ={\frac {b}{\sqrt {a^{2}+b^{2}}}}.\end{cases}}}
Se si sceglie l'angolo {\displaystyle \phi } nell'intervallo {\displaystyle (-\pi ,\pi ]}, si può esplicitare nel seguente modo:
{\displaystyle \phi ={\begin{cases}\arctan({\frac {b}{a}}),&{\text{se }}a>0,\\\arctan({\frac {b}{a}})+\pi ,&{\text{se }}a<0{\text{ e }}b\geq 0,\\\arctan({\frac {b}{a}})-\pi ,&{\text{se }}a<0{\text{ e }}b<0,\\{\frac {\pi }{2}},&{\text{se }}a=0{\text{ e }}b>0,\\-{\frac {\pi }{2}},&{\text{se }}a=0{\text{ e }}b<0.\end{cases}}}
L'angolo {\displaystyle \phi } non è definito se {\displaystyle a=b=0,} in tal caso l'uguaglianza iniziale si riduce all'identità {\displaystyle 0=0.}

## Risoluzione dei triangoli rettangoli

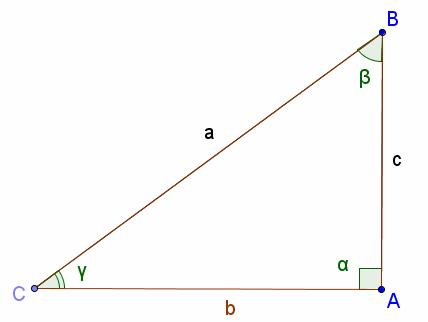
Convenzione per la nomenclatura degli elementi di un triangolo rettangolo

Nel gergo matematico risolvere un triangolo rettangolo significa calcolare le misure dei lati e degli angoli del triangolo.
Per convenzione esiste una nomenclatura nei triangoli rettangoli che si può vedere in figura. 
Si ricorda che:
- {\displaystyle \alpha =90^{o}} e {\displaystyle \beta +\gamma =90^{o};}
- un angolo è adiacente ad un cateto se il cateto risulta essere uno dei lati dell'angolo in questione;
- un angolo è opposto ad un cateto se il cateto non è uno dei lati dell'angolo in questione.

Ad esempio {\displaystyle \beta } è opposto al cateto {\displaystyle b} e adiacente al cateto {\displaystyle c}.
Sotto queste convenzioni in un triangolo rettangolo valgono i seguenti teoremi.
Teorema. In un triangolo rettangolo un cateto è uguale al prodotto dell'ipotenusa con il seno dell'angolo opposto al cateto.
Teorema. In un triangolo rettangolo un cateto è uguale al prodotto dell'ipotenusa con il coseno dell'angolo acuto adiacente al cateto.
Teorema. In un triangolo rettangolo un cateto è uguale al prodotto dell'altro cateto con la tangente dell'angolo opposto al cateto da calcolare.
Teorema. In un triangolo rettangolo un cateto è uguale al prodotto dell'altro cateto con la cotangente dell'angolo acuto adiacente al cateto da calcolare.
Tali teoremi si traducono nelle seguenti formule per la risoluzione dei triangoli rettangoli.
{\displaystyle a={\frac {c}{\sin \gamma }}\quad \Rightarrow \quad c=a\sin \gamma .}
{\displaystyle a={\frac {b}{\cos \gamma }}\quad \Rightarrow \quad b=a\cos \gamma .}
{\displaystyle {\frac {c}{b}}={\frac {\sin \gamma }{\cos \gamma }}\quad \Rightarrow \quad c=b\tan \gamma .}
{\displaystyle {\frac {b}{c}}={\frac {\cos \gamma }{\sin \gamma }}\quad \Rightarrow \quad b=c\cot \gamma .}
{\displaystyle a={\frac {b}{\sin \beta }}\quad \Rightarrow \quad b=a\sin \beta .}
{\displaystyle a={\frac {c}{\cos \beta }}\quad \Rightarrow \quad c=a\cos \beta .}
{\displaystyle {\frac {b}{c}}={\frac {\sin \beta }{\cos \beta }}\quad \Rightarrow \quad b=c\tan \beta .}
{\displaystyle {\frac {c}{b}}={\frac {\cos \beta }{\sin \beta }}\quad \Rightarrow \quad c=b\cot \beta .}

### Dimostrazione
Si consideri un triangolo rettangolo {\displaystyle ABC} con angolo retto di vertice {\displaystyle A}. Detto {\displaystyle CA} l'asse {\displaystyle x}, sul vertice {\displaystyle C} si costruisce una circonferenza di raggio {\displaystyle CP=1}. Le coordinate del punto {\displaystyle P} rappresentano il {\displaystyle \cos \gamma } e il {\displaystyle \operatorname {sen} \gamma }, e poiché {\displaystyle \gamma } è acuto indicano anche rispettivamente le lunghezze dei cateti {\displaystyle CH} e {\displaystyle PH}.

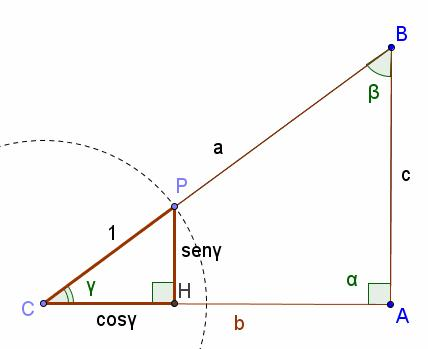
Dimostrazione formule triangolo rettangolo

Dalla figura si può osservare che i due triangoli rettangoli {\displaystyle ABC} e {\displaystyle HPC} sono simili in quanto hanno due angoli congruenti: {\displaystyle \gamma } in comune e gli angoli retti di vertice {\displaystyle A} e {\displaystyle H}. Quindi è possibile costruire la proporzione fra i lati omologhi dei due triangoli simili (lati opposti agli angoli congruenti):
{\displaystyle {\frac {\overline {BC}}{\overline {PC}}}={\frac {\overline {BA}}{\overline {PH}}}={\frac {\overline {CA}}{\overline {CH}}}.}
Sostituendo le misure dei lati si ottiene
{\displaystyle {\frac {a}{1}}={\frac {c}{\sin \gamma }}={\frac {b}{\cos \gamma }}}
e quindi
{\displaystyle a={\frac {c}{\sin \gamma }}\quad \Rightarrow \quad c=a\sin \gamma ;}
{\displaystyle a={\frac {b}{\cos \gamma }}\quad \Rightarrow \quad b=a\cos \gamma .}
Da queste due si ricava anche
{\displaystyle {\frac {c}{b}}={\frac {\sin \gamma }{\cos \gamma }}\quad \Rightarrow \quad c=b\tan \gamma ;}
{\displaystyle {\frac {b}{c}}={\frac {\cos \gamma }{\sin \gamma }}\quad \Rightarrow \quad b=c\cot \gamma .}
Questo ragionamento può essere chiaramente esteso anche al terzo angolo {\displaystyle \beta } in modo da ottenere formule analoghe
{\displaystyle a={\frac {b}{\sin \beta }}\quad \Rightarrow \quad b=a\sin \beta ;}
{\displaystyle a={\frac {c}{\cos \beta }}\quad \Rightarrow \quad c=a\cos \beta ;}
{\displaystyle {\frac {b}{c}}={\frac {\sin \beta }{\cos \beta }}\quad \Rightarrow \quad b=c\tan \beta ;}
{\displaystyle {\frac {c}{b}}={\frac {\cos \beta }{\sin \beta }}\quad \Rightarrow \quad c=b\cot \beta .}

## Applicazioni notevoli dei triangoli rettangoli

### Calcolo dell'altezza di una torre
Si consideri il seguente problema: calcolare l'altezza di una torre {\displaystyle AB}, potendo stare solo alla base (piano orizzontale) della stessa. Si distinguono due casi

#### Il piede della torre è raggiungibile

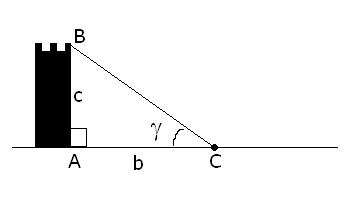
Calcolo altezza di una torre con piede raggiungibile

In questo caso basta misurare il cateto {\displaystyle AC} ({\displaystyle b}), e dal punto {\displaystyle C} misurare l'angolo acuto {\displaystyle ACB} ({\displaystyle \gamma }) sotto cui si vede la sommità della torre {\displaystyle AB} ({\displaystyle c}). Applicando opportunamente le formule si ottiene
{\displaystyle h_{\text{torre}}=c=b\tan \gamma .}

#### Il piede della torre non è raggiungibile

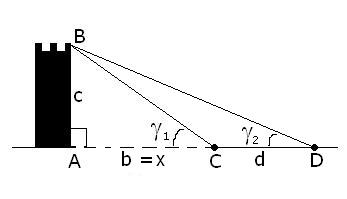
Calcolo altezza di una torre con piede non raggiungibile

In questo caso {\displaystyle AC} ({\displaystyle b_{1}=x}) è incognita (in quanto il piede {\displaystyle A} non è raggiungibile). Si fa dunque una misura orizzontale {\displaystyle CD} ({\displaystyle d}) (quindi il cateto {\displaystyle AD} è {\displaystyle b_{2}=x+d}). Dal punto {\displaystyle C} si misura l'angolo acuto {\displaystyle ACB} ({\displaystyle \gamma _{1}}) e da {\displaystyle D} si misura l'angolo acuto {\displaystyle ADB} ({\displaystyle \gamma _{2}}) sotto cui si vede la sommità della torre {\displaystyle AB} ({\displaystyle c}). Applicando opportunamente le formule si ottiene
{\displaystyle h_{\text{torre}}=c=b_{1}\tan \gamma _{1}=x\tan \gamma _{1};}
{\displaystyle h_{\text{torre}}=c=b_{2}\tan \gamma _{2}=(x+d)\tan \gamma _{2}.}
Confrontando le due altezze si ottiene una equazione nell'incognita {\displaystyle x}
{\displaystyle x\tan \gamma _{1}=(x+d)\tan \gamma _{2}.}
Questa equazione è facilmente risolvibile noti {\displaystyle d}, {\displaystyle \gamma _{1}} e {\displaystyle \gamma _{2}.}
Trovato {\displaystyle x} si ha {\displaystyle b_{1}} e quindi si può calcolare
{\displaystyle h_{\text{torre}}=c=b_{1}\tan \gamma _{1}.}

### Calcolo dell'area di un triangolo qualsiasi

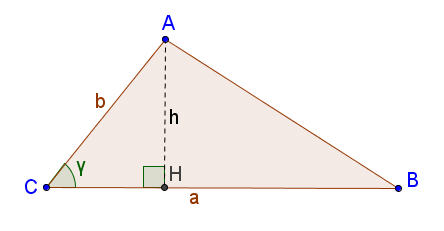
l'altezza può essere vista come cateto del triangolo

Per calcolare l'area del triangolo {\displaystyle ABC}, di base {\displaystyle CB=a}, serve l'altezza {\displaystyle AH}. Nel triangolo rettangolo {\displaystyle CHA}, di ipotenusa {\displaystyle AC=b}, l'altezza {\displaystyle AH=h} può essere vista come il cateto che si oppone all'angolo {\displaystyle \gamma }. Utilizzando in modo opportuno le formule dei triangoli rettangoli si ottiene
{\displaystyle AH=h=b\sin \gamma }
e quindi
{\displaystyle {\text{Area}}={\frac {1}{2}}ah={\frac {1}{2}}ab\sin \gamma .}
Questa formula vale anche se {\displaystyle \gamma } è ottuso.

### Formule di conversione da coordinate polari a coordinate cartesiane e viceversa

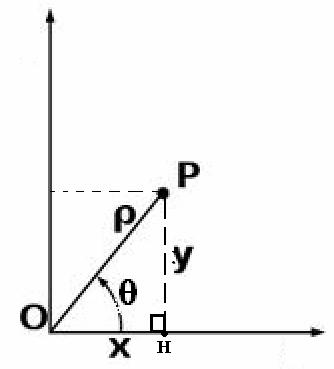
Coordinate polari e coordinate cartesiane

Fissato su un piano un punto origine {\displaystyle O(0;0)} e una semiretta {\displaystyle Or}, dato un punto {\displaystyle P} del piano esso è univocamente individuato da una coppia di numeri reali {\displaystyle (\rho ,\theta )} con la condizione {\displaystyle \rho >0} e {\displaystyle 0\leq \theta <360^{o}}. La coppia di numeri reali rappresenta le coordinate polari di {\displaystyle P}.
Geometricamente {\displaystyle \rho } rappresenta la distanza {\displaystyle OP}, mentre {\displaystyle \theta } rappresenta l'angolo {\displaystyle HOP} misurato in senso antiorario con primo lato {\displaystyle OH}.
È possibile trovare le relazioni esistenti tra le coordinate cartesiane {\displaystyle (x;y)} e le coordinate polari {\displaystyle (\rho ;\theta )} del punto {\displaystyle P}. Le seguenti considerazioni fatte per un punto {\displaystyle P} sul primo quadrante valgono anche per gli altri quadranti.
Utilizzando le formule dei triangoli rettangoli si trovano le formule per la trasformazione in coordinate cartesiane
{\displaystyle {\begin{cases}x=\rho \cos \theta \\y=\rho \sin \theta .\end{cases}}}
Elevando al quadrato e sommando si ottiene {\displaystyle x^{2}+y^{2}=\rho ^{2}} e quindi si possono ricavare le formule per la trasformazione in coordinate polari
{\displaystyle {\begin{cases}\cos \theta ={\frac {x}{\rho }}\\\sin \theta ={\frac {y}{\rho }}\end{cases}}\quad \Rightarrow \quad {\begin{cases}\cos \theta ={\frac {x}{\sqrt {x^{2}+y^{2}}}}\\\sin \theta ={\frac {y}{\sqrt {x^{2}+y^{2}}}}\end{cases}}}
{\displaystyle {\begin{cases}\rho ={\sqrt {x^{2}+y^{2}}}\\\tan \theta =y/x.\end{cases}}}
Fare attenzione che la tangente goniometrica non esiste per {\displaystyle x=0} ed è periodica di 180° e dunque bisogna valutare preventivamente la posizione di {\displaystyle P} per calcolare correttamente {\displaystyle \theta }
{\displaystyle \theta ={\begin{cases}\arctan(y/x)&{\text{se }}x>0\\\arctan(y/x)+\pi &{\text{se }}x<0.\end{cases}}}

## Teoremi trigonometrici
I teoremi trigonometrici permettono la risoluzione di problemi di varia natura legata alla figura di un triangolo qualsiasi, esprimendo rapporti tra i lati e gli angoli di questo.

### Teorema della corda

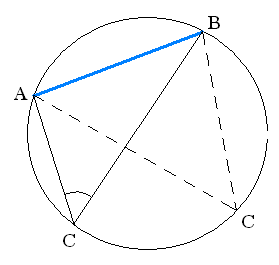
Teorema della corda in una circonferenza

Data una circonferenza e una corda {\displaystyle AB}, il rapporto tra tale corda e il seno di un qualsiasi angolo alla circonferenza che insiste su di essa è uguale al diametro della circonferenza:
{\displaystyle {\frac {\overline {AB}}{\sin {\widehat {C}}}}=2r.}

### Teorema dei seni
Considerato un triangolo qualsiasi di lati {\displaystyle a}, {\displaystyle b} e {\displaystyle c}, il rapporto tra i lati e i seni dei rispettivi angoli opposti è costante ed è uguale al diametro della circonferenza circoscritta:
{\displaystyle {\frac {a}{\sin \alpha }}={\frac {b}{\sin \beta }}={\frac {c}{\sin \gamma }}=2r.}

### Teorema del coseno o di Carnot

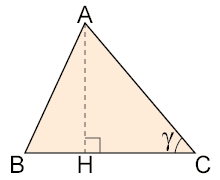

Il teorema del coseno (chiamato anche teorema di Carnot) afferma che in un qualsiasi triangolo, il quadrato di un lato è uguale alla differenza tra la somma dei quadrati degli altri due lati e il doppio prodotto di tali lati per il coseno dell'angolo compreso tra essi.
{\displaystyle {\overline {BA}}^{2}={\overline {AC}}^{2}+{\overline {BC}}^{2}-2{\overline {AC}}\cdot {\overline {BC}}\cos \gamma .}
Ossia, indicando con {\displaystyle a,b,c}  la lunghezza dei lati e {\displaystyle \alpha ,\beta ,\gamma } gli angoli ad essi opposti, si ottiene
{\displaystyle a^{2}=b^{2}+c^{2}-2bc\cos \alpha ;}
{\displaystyle b^{2}=a^{2}+c^{2}-2ac\cos \beta ;}
{\displaystyle c^{2}=a^{2}+b^{2}-2ab\cos \gamma .}
Può essere considerato una generalizzazione del teorema di Pitagora.

## Risoluzione dei triangoli qualsiasi

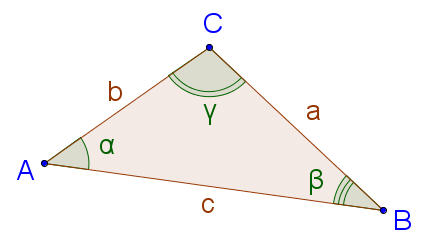
Convenzione per la nomenclatura degli elementi di un triangolo

Nel gergo matematico risolvere un triangolo significa calcolare le misure dei lati e degli angoli del triangolo. Per risolvere un triangolo qualsiasi devono essere noti tre elementi dei quali almeno uno deve essere un lato. Si possono presentare quattro casi:
1. sono noti un lato e due angoli;
2. sono noti tre lati;
3. sono noti due lati e l'angolo compreso;
4. sono noti due lati e uno dei due angoli opposti ai lati dati.

La nomenclatura dei lati e degli angoli segue la convenzione in figura.

### Risolvere un triangolo noti un lato e due angoli
Sia {\displaystyle a} il lato noto e {\displaystyle (\alpha ,\beta )} i due angoli noti. Il problema ha sempre una sola soluzione se sono rispettate le seguenti condizioni
{\displaystyle \alpha +\beta <180^{o},}
in caso contrario il problema non ha soluzione.

#### La procedura per la risoluzione del triangolo è la seguente
1. Calcolare l'angolo mancante {\displaystyle \gamma =180^{o}-(\alpha +\beta ).}
2. Calcolare il lato incognito {\displaystyle b} utilizzando il teorema dei seni: {\displaystyle {\frac {a}{\sin \alpha }}={\frac {b}{\sin \beta }}.}
3. Calcolare il lato incognito {\displaystyle c} utilizzando il teorema dei seni: {\displaystyle {\frac {a}{\sin \alpha }}={\frac {c}{\sin \gamma }}.}

### Risolvere un triangolo noti i tre lati
Il problema ha sempre una sola soluzione se sono rispettate le disuguaglianze triangolari, in caso contrario il problema non ha soluzione.

#### La procedura per la risoluzione del triangolo è la seguente
1. Calcolare l'angolo {\displaystyle \alpha } mediante il teorema del coseno: {\displaystyle \cos \alpha ={\frac {b^{2}+c^{2}-a^{2}}{2bc}}.}
2. Calcolare l'angolo {\displaystyle \beta } mediante il teorema del coseno: {\displaystyle \cos \beta ={\frac {a^{2}+c^{2}-b^{2}}{2ac}}.}
3. Calcolare l'angolo mancante {\displaystyle \gamma =180^{o}-(\alpha +\beta ).}

### Risolvere un triangolo noti due lati e l'angolo compreso
Il problema ha sempre una sola soluzione.

#### La procedura per la risoluzione del triangolo è la seguente
Siano {\displaystyle a} e {\displaystyle b} i lati noti.
1. Calcolare il lato {\displaystyle c} (opposto all'angolo {\displaystyle \gamma }) mediante il teorema del coseno: {\displaystyle c={\sqrt {a^{2}+b^{2}-2ab\cos \gamma }}.}
2. Calcolare l'angolo {\displaystyle \alpha } (opposto al lato {\displaystyle a}) mediante il teorema del coseno: {\displaystyle \cos \alpha ={\frac {b^{2}+c^{2}-a^{2}}{2bc}}.}
3. Calcolare l'angolo mancante {\displaystyle \beta =180^{o}-(\gamma +\alpha ).}

### Risolvere un triangolo noti due lati e l'angolo opposto a uno dei due lati
Il problema può avere nessuna soluzione, una soluzione o due soluzioni. Siano {\displaystyle a} e {\displaystyle b} i lati noti sia {\displaystyle \alpha } l'angolo noto.
1. Si calcola l'angolo incognito {\displaystyle \beta } con il teorema dei seni {\displaystyle {\frac {b}{\sin \beta }}={\frac {a}{\sin \alpha }}.}
2. Se {\displaystyle \alpha } è ottuso si otterrà un solo angolo {\displaystyle \beta _{1}} acuto, altrimenti si trova anche {\displaystyle \beta _{2}=180^{o}-\beta _{1}.}
3. Si calcola {\displaystyle \gamma _{1}=180^{o}-(\beta _{1}+\alpha )} ed eventualmente {\displaystyle \gamma _{2}=180^{o}-(\beta _{2}+\alpha ).}
4. Si calcola {\displaystyle c_{1}} e eventualmente {\displaystyle c_{2}} utilizzando il teorema dei seni {\displaystyle {\frac {a}{\sin \alpha }}={\frac {c}{\sin \gamma }}.}

## Etimo dei nomi
Come per il resto delle lingue europee, l'italiano eredita i nomi delle funzioni trigonometriche dalle corrispondenti voci latine.
Il termine seno proviene dalla traduzione latina sinus della parola araba jaib (letteralmente baia, tradotto in latino sinus a causa di una lettura equivoca: dal momento che l'arabo non scrive le vocali,  la sequenza jb, che stava per jiba ricalcando una parola sanscrita, è stata interpretata erroneamente come baia, in luogo del corretto corda) usata per indicare la metà della corda; in questo senso, il seno denota la corda piegata su sé stessa.
La parola tangente viene da latino tangens, letteralmente «che tocca», in riferimento alle proprietà geometriche del segmento utilizzato per la definizione grafica di questa funzione.
Analogamente si spiega l'etimologia della secante, in latino secans, «che taglia».
Le parole coseno, cotangente e cosecante derivano dalla contrazione delle rispettive voci latine complementi sinus, complementi tangens, complementi secans, vale a dire «seno dell'angolo complementare», «tangente dell'angolo complementare», «secante dell'angolo complementare».